# Roms skövling (846)

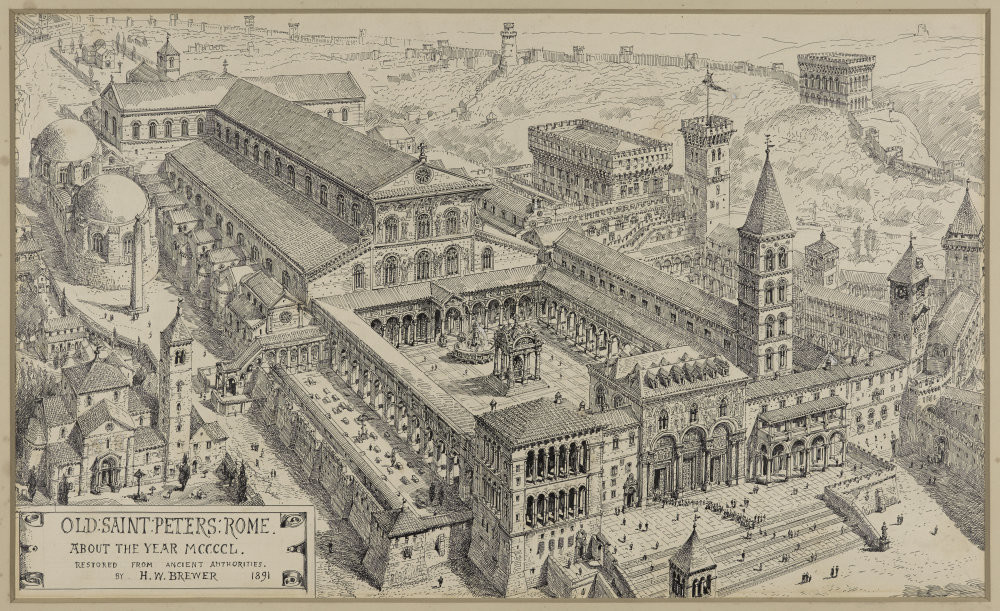
Drawing of Old St Peter's Basilica, Rome, around 1450, drawn by HW Brewer in 1891

Roms skövling år 846 utfördes av de arabiska saracenerna, som företog en räd mot staden. 
De lyckades inte inta hela staden, som skyddades av den romerska Aurelianusmuren, men plundrade den delen av staden som låg utanför murarna. De plundrade kyrkorna Peterskyrkan och San Paolo fuori le Mura, något som gjorde stort intryck på det samtida kristna Europa.